# Patriarhia Antiohiei

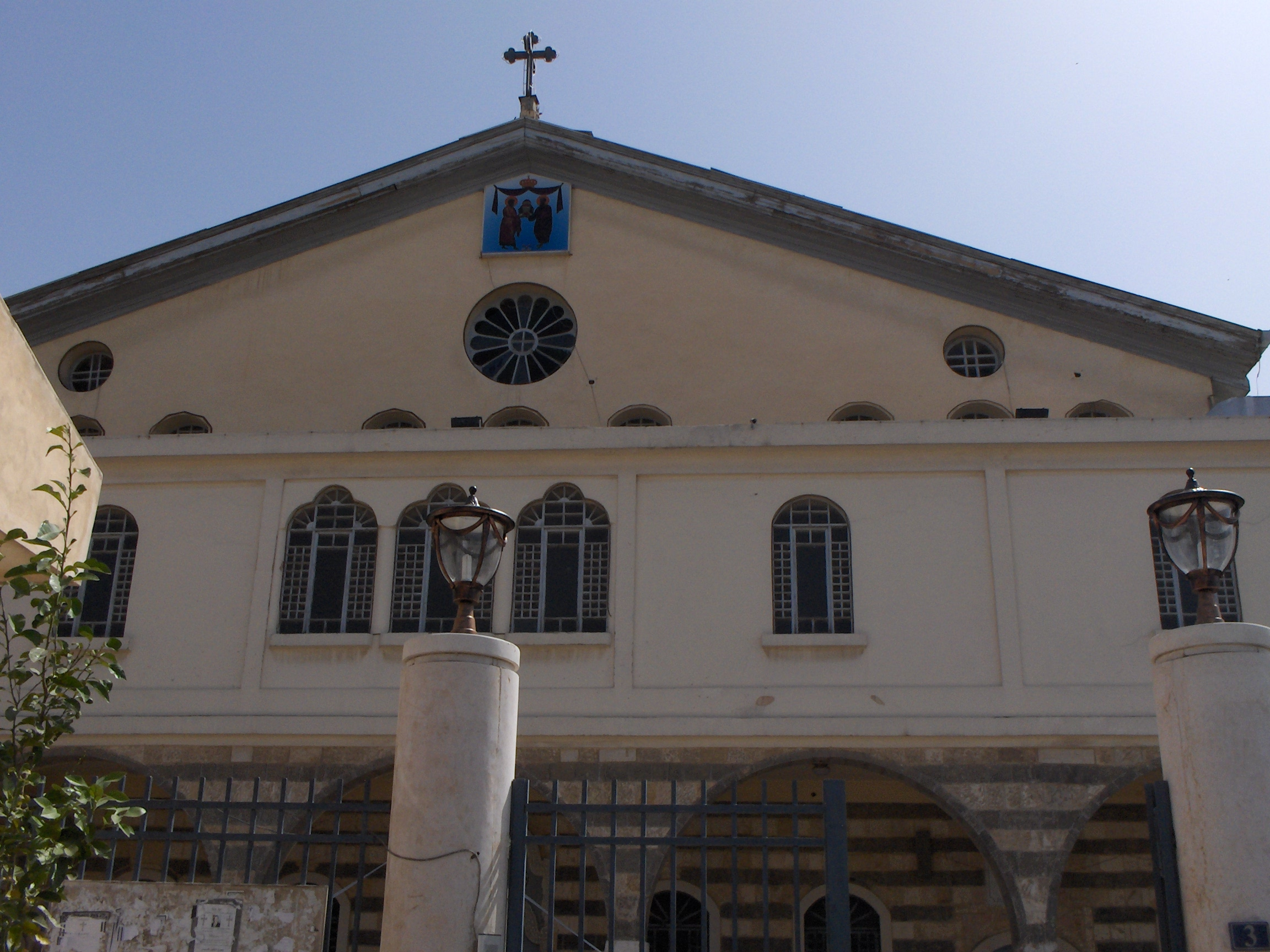
Catedrala Adormirea Maicii Domnului din Damasc

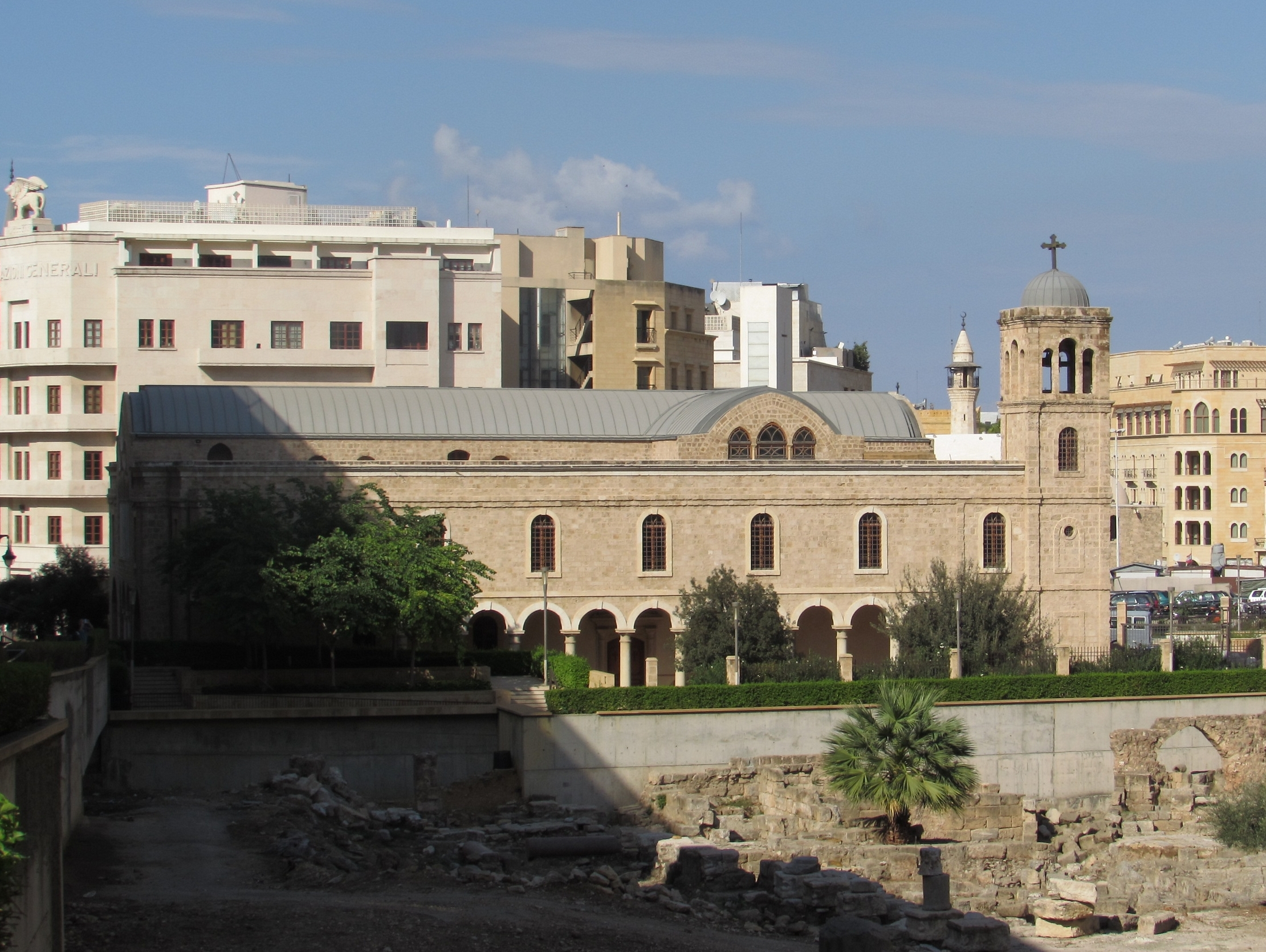
Catedrala ortodoxă greacă „Sfântul Gheorghe” din Beirut

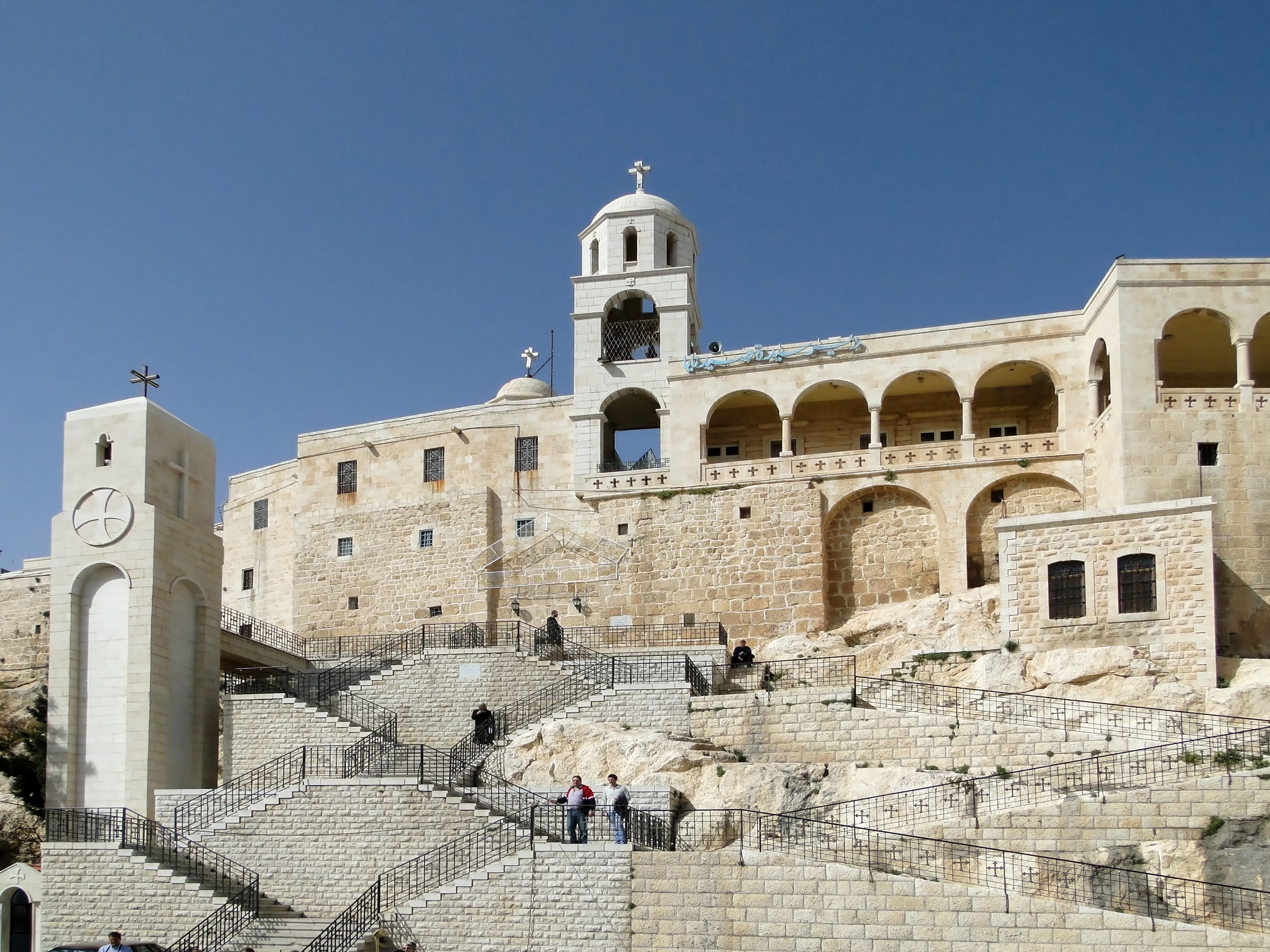
Mănăstirea Maicii Domnului din Saidnaya, Siria, ctitorie din secolul al VI-lea a împăratului Iustinian

Biserica Antiohiei a fost în primul mileniu creștin una din cele cinci patriarhii ale creștinătății, alături de Roma, Constantinopol, Alexandria și Ierusalim. În zilele noastre este una din Bisericile Ortodoxe autocefale. În traducerea cea mai răspândită a documentelor oficiale (în limba engleză), Biserica Antiohiei se intitulează Patriarhia Greco-Ortodoxă a Antiohiei și a întregului Răsărit, dar o traducere literală a denumirii arabe impuse de legislația otomană (și utilizată până astăzi de succesorii politici ai otomanilor) ar suna mai degrabă astfel: Patriarhia Ortodoxă Romană (a Romeilor) a Antiohiei și a întregului Răsărit (conform împărțirii teritoriilor otomane după sistemul millet-urilor, ortodocșii aparțineau toți de Rum millet - miletul romanilor/romeilor).  
Biserica Antiohiei este continuatoarea comunității creștine fondate în Antiohia de către apostolii Petru (considerat ca primul său episcop) și Pavel, care sunt ocrotitorii săi. În diptice Biserica Antiohiei este în scrisă pe locul al treilea între Bisericile Ortodoxe, după Constantinopol și Alexandria.
Reședința patriarhatului se găsea inițial la Antiohia (Antakya), în Turcia de azi. Acum, reședința se găsește la Damasc, în Siria, pe "strada numită Dreaptă". Din decembrie 2012, patriarh este preafericitul Ioan al X-lea al Antiohiei și al întregului Orient.

## Istoric

### Perioada apostolică
Prima perioadă din istoria Bisericii Antiohiei este relatată în Faptele Apostolilor unde, în Fapte 11, 26, Apostolul Luca amintește că în cetatea Antiohiei ucenicii lui Iisus din Nazaret s-au numit pentru prima dată creștini Datorită importanței Antiohiei în Imperiul Roman, o mare parte a efortului misionar al apostolilor a pornit  din această cetate. În primele secole ale istoriei Bisericii, era firesc ca Biserica din Antiohia să devină unul din marile centre ale lumii creștine. Cu timpul, jurisdicția atribuită episcopului de Antiohia a ajuns să cuprindă Eparhia Răsăritului (episcopia sau eparhia era inițial, înainte să ajungă să denumească o jurisdicție bisericească, o subdiviziune administrativă în cadrul Imperiului).

### Școala antiohiană
De-a lungul perioadei pre-niceene și a perioadei Sinoadelor Ecumenice, teologia creștină cu centrul la Antiohia se concentra mai ales pe lectura literală a Sfintei Scripturi și pe evenimentele istorice din viața lui Iisus, în defavoarea interpretărilor filosofice sau alegorice ale acesteia, așa cum era ea practicată în Alexandria. Teologia antiohiană, deși insista asupra dimensiunii mai "pământești" a interpretării, ținea cont și de importanța studierii sensurilor spirituale, mai adânci ale Scripturilor. Aceste două perspective teologice au ajuns să fie cunoscute respectiv ca Școala antiohiană și Școala alexandrină, reprezentate de marile instituții catehetice din părțile acelea.
Printre principalele figuri cărora le sunt asociate începuturile școlii antiohiene sunt de menționat Lucian din Antiohia și Paul din Samosata, dar adevărata ei formare este datorată unor scriitori ca Diodor din Tars, Ioan Gură de Aur, Teodor al Mopsuestiei, Nestorie și Teodoret de Cyr. Uneori, diferența între cele două perspective a provocat conflicte înlăuntrul Bisericii, tensiunile atingând punctul culminant îndeosebi în timpul disputelor asupra arianismului și nestorianismului. Sfinți ca Ioan Gură de Aur sunt priviți întrucâtva ca autori ce au sintetizat cele două perspective teologice - cea antiohiană și cea alexandrină - iar școala antiohiană de teologie, ai cărei susținători rătăciți au creat arianismul si nestorianismul, a ajutat totodată Ortodoxia în lupta împotriva devierilor din cadrul școlii alexandrine, precum apolinarismul și eutihianismul.

### Schisma de la Calcedon
Disputele hristologice din timpul Sinodului al IV-lea Ecumenic de la Calcedon - controversa monofizită din timpul acestuia, în anul 451, au provocat o schismă în interiorul Bisericii Antiohiei, care a fost ridicată la rangul de patriarhat cu ocazia acestui Sinod Ecumenic. Un grup care la acea vreme era majoritar a respins hotărârile Sinodului, transformându-se în ceea ce se numește astăzi Biserica Ortodoxă Siriacă a Antiohiei (vezi și articolul de pe orthodoxwiki.org), numită și "iacobită", după Iacov Baradeu, unul din episcopii acestora care au desfășurat o intensă activitate misionară în zonă. Aceasta face parte actualmente din comuniunea Bisericilor Ortodoxe Orientale, păstrând o viziune hristologică oarecum diferită ca limbaj de cea de la Calcedon.
Restul Bisericii Antiohiei, în primul rând greci sau părți ale populației locale elenizate au rămas în comuniune cu Roma, Constantinopolul, Alexandria și Ierusalimul. Urmașii acestora formează astăzi Patriarhia Ortodoxă Greacă a Antiohiei și a Întregului Orient, considerată de comuniunea ortodoxă drept unica moștenitoare legitimă a Bisericii din Antiohia.
Schisma a slăbit mult Biserica Antiohiei, iar în 637, când Antiohia a fost cucerită de arabii musulmani, Biserica "greacă" a fost percepută de către invadatori ca aliată a dușmanilor lor, romano-bizantinii. Ulterior, creștinii ortodocși antiohieni au fost supuși unui lung șir de persecuții, astfel încât au existat numeroase perioade de timp în care scaunul patriarhal al Antiohiei a fost vacant sau în care Patriarhul nu rezida efectiv în Antiohia, mai ales în timpul secolelor al VII-lea și al VIII-lea. În anul 969, Imperiul Roman de Răsărit a recucerit Antiohia, iar Biserica de aici s-a dezvoltat iarăși, până în 1085, când cetatea a fost cucerită de turcii selgiucizi. În timpul acestei perioade care a durat mai bine de un secol, Liturghia vest-siriacă tradițională a fost treptat înlocuită cu cea a Marii Biserici, Hagia Sofia din Constantinopol. Acest proces a luat sfârșit în timpul secolului al XII-lea.

### Cruciadele și cucerirea musulmană
În 1098 cruciații au cucerit cetatea și au instaurat un Patriarhat Latin de Antiohia pentru nou-creatul Regat Latin al Siriei, în timp ce patriarhatul grecesc și-a continuat existența în exil, la Constantinopol. După aproape două secole de dominație a cruciaților, mamelucii egipteni au cucerit Antiohia în 1268, iar patriarhul ortodox, Teodosie al IV-lea s-a putut întoarce în cetatea sa de reședință. Antiohia devenise, în această perioadă, un oraș mic, astfel încât, în secolul al XIV-lea, Ignatie al II-lea a mutat reședința Patriarhatului la Damasc, unde a rămas până astăzi, deși Patriarhul păstrează titlul episcopal al Antiohiei. 
Turcii otomani au cucerit cetatea în 1517, păstrându-și dominația asupra acesteia până la dezmembrarea Imperiului Otoman la sfârșitul Primului Război Mondial. În această perioadă, în 1724, Biserica Antiohiei a fost slăbită de o nouă schismă, în urma căreia o mare parte a credincioșilor a intrat sub ascultarea Bisericii Romano-Catolice. Gruparea uniată care a rezultat din această schismă este cunoscută ca Biserica Greco-Catolică Melkită, care păstrează în zilele noastre strânse legături cu ortodocșii, purtând discuții cu aceștia asupra vindecării schismei și asupra reîntoarcerii melkiților la Ortodoxie.
Deja în secolul al XVIII-lea, marea majoritate a credincioșilor Bisericii Antiohiei erau arabi. În 1898, ultimul patriarh grec a fost depus, un succesor arab fiind ales în 1899. Astfel, patriarhatul s-a arabizat complet. Din anii 1940 a apărut în Biserica Antiohiei o puternică mișcare de înnoire care îi implică mai ales pe tinerii ortodocși.

### Biserica Antiohiei astăzi
Institutul Teologic Sf. Ioan Damaschin din Tripoli, Liban a fost creat de Patriarhia Antiohiei în 1970, iar în 1988 acesta a fost complet incorporat în Universitatea din Balamand. Institutul funcțioanează ca principal seminar de instruire teologică pentru clerul și laicatul Patriarhiei.
Sfântul Sinod al Antiohiei îl cuprinde pe patriarh și pe toți episcopii eparhioți. Acesta se întrunește în fiecare primăvară și toamnă pentru a dezbate problemele Bisericii, pentru a alege episcopii sau pe patriarh, după caz. Patriarhul și Sfântul Sinod conduc Biserica Antiohiei pe calea dreptei credinței, a păstrării disciplinei ecleziastice și a urmării poruncilor lui Hristos. Pe lângă Sinodul propriu-zis, un organism sinodal general se întrunește de două ori pe an pentru a dezbate problemele financiare, educaționale, judiciare și administrative ale Bisericii. Acest organism este alcătuit din membrii Sfântului Sinod și reprezentanții laicatului. Când urmează să aibă loc alegeri pentru scaunul patriarhal, acest organism desemnează trei candidați dintre care Sfântul Sinod îl alege pe noul patriarh.
În prezent, patriarhul Bisericii Antiohiei este Preafericitul Ioan al X-lea al Antiohiei, predecesorul său, Ignatie al IV-lea, ales în 1979, a decedat în 5 decembrie 2012. Patriarhul Ignatie a fost deosebit de activ în ceea ce privește strângerea legăturilor cu celelalte comunități creștine, îndeosebi cu cele care au rădăcini antiohiene. Preafericirea Sa și Sfântul Sinod al Antiohiei erau susținători entuziaști ai participării Bisericii Antiohiei la discuțiile între reprezentanții Bisericilor Ortodoxe și cei ai Bisericilor Ortodoxe Orientale (necalcedoniene).
În Elveția, la Chambesy, discuțiilor plenare au dus la acorduri Arhivat în 12 noiembrie 2007, la Wayback Machine. semnate în 1989, 1990 și 1993. Toți reprezentanții oficiali ai Bisericilor Ortodoxe și ai celor necalcedoniene au fost de acord, la capătul acestor discuții, că diferențele hristologice între cele două comuniuni sunt mai degrabă legate de aspectele subliniate decât de substanță. Mai mulți membri ai Bisericilor Ortodoxe au criticat consensul aparent exprimat în acordurile de la Chambesy. Totuși Patriarhul și Sfântul Sinod al Antiohiei au primit cu bucurie acordurile, ca pe niște pași necesari de apropiere întru iubirea lui Dumnezeu și de refuz al urii bazate pe diferențe care nu sunt de substanță. 
Conform recomandărilor Acordului al II-lea de la Chambesy (1990), Patriarhul ortodox Ignatie al IV-lea s-a întâlnit formal cu Patriarhul ortodox (Oriental) siriac, Ignatie Zakka I, pe 22 iulie 1991. Cu ocazia acestei întruniri formale, cei doi patriarhi au semnat un  Arhivat în 16 mai 2010, la Wayback Machine. acord pastoral care chema la "respect reciproc desăvârșit între cele două Biserici". De asemeni, acordul interzicea trecerea credincioșilor de la o Biserică la cealaltă, pregătea terenul pentru ținerea de întruniri comune ale celor două sinoade și formula nevoia pregătirilor pentru intercomuniunea deplină a credincioșilor și concelebrarea euharistică a clerului celor două Biserici. Biserica Antiohiei va emite aceste orientări pentru pregătirea intercomuniunii numai atunci când credincioșii ambelor Biserici vor fi pregătiți pentru aceasta - în nici un caz înainte.
Patriarhul Ignatie este responsabil și de participarea Bisericii Antiohiei la comisia bilaterală de dialog cu Biserica Greco-Catolică Melkită, dialog care caută soluții pentru vindecarea schismei - ce datează din secolul al XVIII-lea - între catolicii melkiți și ortodocșii antiohieni. În octombrie 1996, într-un gest nemaivăzut, patriarhul melkit Maxim al V-lea a vorbit la o întrunire a Sfântului Sinod ortodox.
Membrii Sfântului Sinod al Antiohiei continuă să caute căi de comunicare mai extinsă și pentru organizarea de întâlniri prietenești cu frații și surorile lor siriaci, melkiți și maroniți cu care împărtășesc o mare moștenire comună. 
În mai 1997 Sfântul Sinod s-a întrunit si a declarat că, pentru a echilibra lunga perioadă de post a Postul Paștilor, întreaga perioadă pascală va fi una de sărbătoare, în cinstea Învierii Domnului Iisus Hristos.
Această decizie, alături de activitățile diplomatice și de alte gesturi ale Patriarhului Ignatie și ale Sfântului Sinod au atras criticile mai multor elemente din rândurile Bisericii Ortodoxe universale și îndeosebi din partea grupărilor "de rezistență" care s-au rupt de comuniunea cu majoritatea ortodocșilor.
Din punct de vedere al misiunii ecumenice, Patriarhia Antiohiei este foarte implicată.

### Diaspora
Imigrația pe scară largă a arabilor către Lumea Nouă în secolele XX și XXI a determinat o creștere a numărului, forței și influenței Bisericii Antiohiei; în zilele noastre, majoritatea credincioșilor antiohieni trăiesc în afara Orientului Mijlociu și cuprind numeroși ne-arabi convertiți la credința ortodoxă. În consecință, pe lângă teritoriile Bisericii Antiohiei din Orientul Mijociu (Siria, Liban, Iraq, Kuweit, Iran, Peninsula Arabică și parte din Turcia), aceasta cuprinde episcopii în America de Nord, Centrală și de Sud, în Europa, în Australia și Pacific. Arhiepiscopia cu cel mai mare număr de credincioși este cea a Americii de Nord. Este singura alcătuită din mai multe eparhii. Arhiepiscopia cu teritoriul cel mai întins este cea a Arhiepiscopia Ortodoxă Antiohiană a Australiei și Noii Zeelande. Numărul credincioșilor Patriarhiei Antiohiei este estimat la 750.000-1.000.000 numai pe teritoriul Siriei.

## Eparhii
- Arhiepiscopia Ortodoxă Antiohiană a Australiei și a Noii Zeelande
- Arhiepiscopia Ortodoxă  Antiohiană a Americii de Nord
- Arhiepiscopia Ortodoxă Antiohiană a Europei Occidentale și Centrale

### Arhiepiscopii și episcopii

#### Orientul Mijlociu
- Arhiepiscopia Ortodoxă de Beirut (în limbile arabă și engleză)
- Arhiepiscopia Creștină Ortodoxă de Byblos și Botrys (Muntele Liban) (în limbile arabă și engleză)
- Arhiepiscopia Greco-Ortodoxă de Alep Arhivat în 28 august 2008, la Wayback Machine. (în limbile arabă și engleză)
- Arhiepiscopia Greco-Ortodoxă de Lattakia Arhivat în 7 martie 2006, la Wayback Machine. (în limba arabă)

#### Americile
- Arhiepiscopia Ortodoxă Antiohiană a Americii de Nord (în limba engleză)
- Arhiepiscopia Ortodoxă Antiohiană a Braziliei Arhivat în 8 aprilie 2010, la Wayback Machine. (în limba portugheză)
- Arhiepiscopia Ortodoxă Antiohiană a Mexicului, Venezuelei, Americii Centrale și Caraibelor (în limba spaniolă)
- Arhiepiscopia Ortodoxă Antiohiană din Chile Arhivat în 30 decembrie 2010, la Wayback Machine. (în limba spaniolă)

#### Europa
- Episcopia Ortodoxă Antiohiană a Europei Occidentale și Centrale Arhivat în 12 mai 2008, la Wayback Machine. (în limba engleză)
- Biserica Greco-Ortodoxă Antiohiană din Germania (în limba germană)
- Biserica Ortodoxă Antiohiană din Marea Britanie și Irlanda (în limba engleză)

#### Pacific
- Arhiepiscopia Ortodoxă Antiohiană a Australiei și Noii Zeelande

### Mănăstiri
- Mănăstirea Adormirea Maicii Domnului din Balamand (Tripoli, Liban) Arhivat în 2 februarie 2013, la Wayback Machine.
- Hamatoura : Sfântul Munte al Maicii Domnului (Amyoun El-Koura,Wadi Kadeesha, Libanul de Nord)
- Mănăstirea Patriarhală Sf. Gheorghe Al-Humayrah (Homs, Siria)
- Sfănta Mănăstire Patriarhală a Maicii Domnului din Saydnaya (Siria) Arhivat în 27 septembrie 2011, la Wayback Machine.